# Gliese 617
Gliese 617 is een tweevoudige ster (HD 147379 + EW Dra) met een spectraalklasse van M1-V + M3.0Ve. De ster bevindt zich 35,11 lichtjaar van de zon.